# Малая Смедова
Малая Смедова (Малое Смедово) — река в России, протекает в городском округе Кашира Московской области.
Исток реки — близ деревни Семенково. Устье находится в 42 км по левому берегу реки большой Смедовы около деревни Домнинки. Длина — 16 км, площадь водосборного бассейна — 81,7 км².
Вдоль течения реки от истока до устья расположены населённые пункты Семенково, Топтыково, Каменка и Батькополье.
По данным Государственного водного реестра России, относится к Окскому бассейновому округу. Речной бассейн — Ока, речной подбассейн — бассейны притоков Оки до впадения Мокши, водохозяйственный участок — Ока от города Каширы до города Коломны, без реки Москвы.